# Sint-Andreaskerk (Lierneux)
De Sint-Andreaskerk (Frans: l'église Saint-André) is een kerkgebouw in Lierneux in de Belgische provincie Luik.
Het is een romaans gebouw bestaande uit een vierkante voorstaande westtoren met een ui als bekroning, een schip met vijf traveeën en een koor met twee traveeën en ronde sluiting. Rond de centrale spits bevinden zich vier kleine flankerende uivormige torentjes. Het gebouw heeft rondboogvensters.
Het gebouw is gewijd aan Sint-Andreas.